# Gibson Les Paul
La Gibson Les Paul es un modelo, tanto de guitarra eléctrica como de bajo, de la marca Gibson Guitar Corporation. Se produce desde 1952, y es considerada, junto con las Gibson SG, Fender Telecaster y Fender Stratocaster, la guitarra eléctrica de cuerpo macizo más popular del mundo. 
Algunos de éstos instrumentos musicales son muy caros y se han subastado por miles de dólares.
Concebida inicialmente por Ted McCarty y el guitarrista Les Paul como una guitarra de altas prestaciones, fue fabricada a lo largo de la década de 1950 con progresivas variaciones hasta el año 1960, cuando finalmente entró en producción la Gibson SG —básicamente una Les Paul con un «cutaway» o recorte adicional en el cuerpo de la guitarra—, para volver a su fabricación desde 1968 hasta la actualidad.
Se trata de una guitarra de cuerpo macizo, sin caja de resonancia, generalmente de caoba y con una tapa convexa de arce, cuyo acabado puede ser tanto en colores opacos y brillosos, como en otros traslúcidos que permiten ver las vetas de la madera. El mástil, encolado, lleva insertada un alma regulable y está rematado por un diapasón de entre 22 y 24 trastes, que suele ser de palo rosa. Incorpora dos fonocaptores o «pastillas» de bobinado doble o «humbuckers» y un puente Tune-o-matic sin palanca de vibrato, todos patentes de la propia fábrica del instrumento. Estas características generales se ven alteradas en algunos modelos, tanto por parte de Gibson como por algunos de sus usuarios.

## Historia

### Origen
La Gibson Les Paul debe su nombre al guitarrista Lester William Polsfuss, conocido artísticamente como Les Paul. El instrumento fue resultado de su trabajo conjunto con el equipo del inventor y presidente de Gibson Guitar Corporation, Ted McCarty.

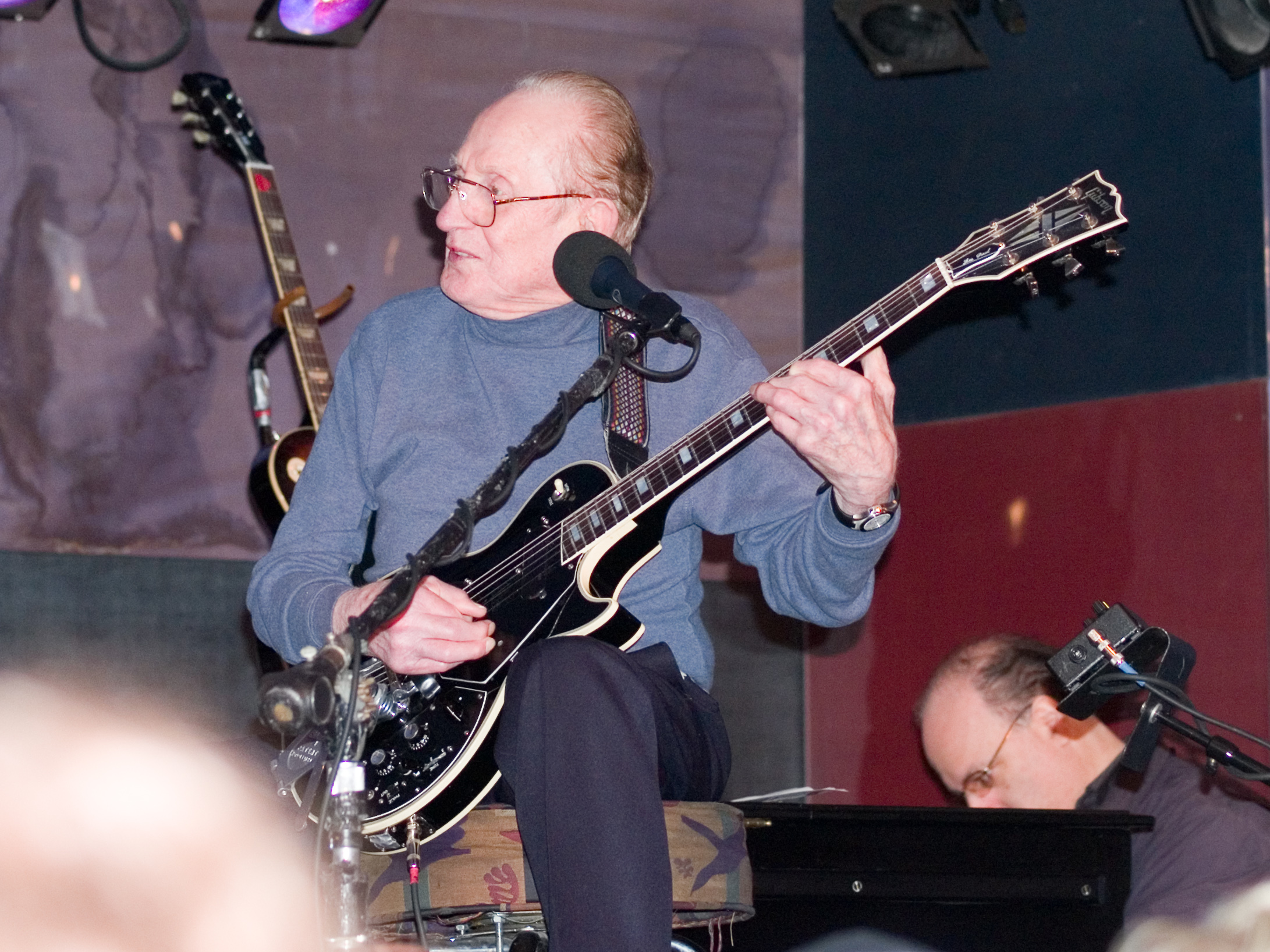
Polfuss con una Gibson Les Paul, en 2008.

Les Paul, músico pionero en las técnicas experimentales de grabación, había construido ya en 1941 un extraño prototipo de guitarra eléctrica de cuerpo macizo, conocido como «The Log» («El leño»). Su intención era solucionar los problemas de acople y de duración de las notas, habituales en las guitarras de cuerpo hueco y provocados por su caja de resonancia. Conseguido un permiso para utilizar los talleres de Epiphone, adosó las dos mitades del cuerpo de una guitarra de la marca a un tablón de madera de pino, sobre el que estaban montados el mástil, el puente, el cordal, y dos fonocaptores; el tablón procedía del poste de una cerca, el mástil pertenecía a una guitarra Gibson, los fonocaptores y circuitos se fabricaron a partir de las piezas de un teléfono y un reloj, y las dos mitades de la Epiphone se añadieron solo para que el instrumento resultara menos chocante. El prototipo se considera de hecho como el primer modelo desarrollado a partir de la guitarra española —para entonces ya existían modelos basados en la guitarra hawaiana— y se conserva en el Museo y Salón de la Fama del Country en Nashville.
«El leño» sería utilizado por Les Paul tanto en sus actuaciones en directo como para sus grabaciones de estudio con otros artistas como Bing Crosby o The Andrew Sisters. En 1946, Les Paul se puso en contacto con la firma Gibson —recién adquirida por Chicago Musical Instruments— y presentó su instrumento con la propuesta de fabricar una guitarra de cuerpo macizo. Maurice H. Berlín, entonces presidente de la compañía, rechazó con sorna la idea de Les Paul refiriéndose a su prototipo como «esa escoba».
En 1950, el lanzamiento al mercado de la Telecaster, primera guitarra eléctrica de cuerpo macizo, con enorme éxito, hizo que los responsables de Gibson cambiaran de idea y se plantearan responder a la competencia de Fender con un modelo de alta gama siguiendo la tradición de la firma, para lo que contactaron de nuevo con Les Paul en 1951.

### Primeros modelos

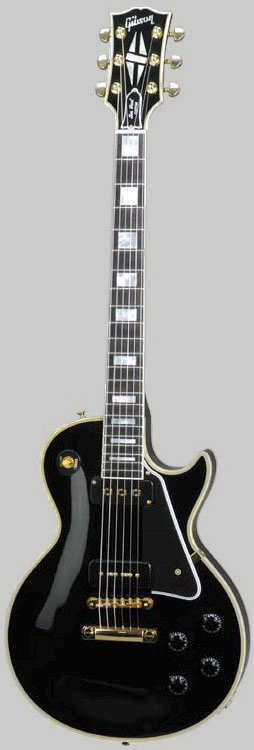
Gibson Les Paul Custom de 1954.

El resultado fue la aparición de la Les Paul Standard Goldtop en la primavera de 1952, primera de las guitarras producidas por Gibson con la denominación «Les Paul». El cuerpo de la guitarra estaba construido en caoba y rematado por una tapa convexa y maciza de arce, lo que le daba un aspecto similar al de los violines y a las tradicionales guitarras «arch top» popularizadas por Gibson, tal y como propuso Maurice Berlin, lutier de la firma, mientras que el acabado en oro que daba nombre al modelo se debe al propio Les Paul. El mástil, encolado, incluía un alma regulable y marcadores incrustados en los trastes del diapasón. Las dos pastillas eran las habituales «P-90» de bobinado simple o «single coil» fabricados por Gibson desde 1946.
Sin embargo, el diseño de este primer modelo acumulaba muchos problemas que hacían de él un instrumento incómodo de tocar. Su autoría es muy discutida, ya que según el propio Ted McCarty, la aportación de Les Paul se limitó a la elección del color, a la forma trapezoidal del cordal, y a estampar su firma en el clavijero con objeto de incrementar las ventas. Pero estas resultaron muy inferiores a las de otros modelos de cuerpo semimacizo que ya comercializaba la firma, como la Gibson ES-150 —enfocada al blues— y la Les Paul Goldtop estuvo a punto de ser retirada del mercado.
El siguiente modelo, la Les Paul Custom, apareció a principios de 1954 cuando Les Paul, insatisfecho con el anterior, consiguió imponer sus mejoras. Se modificó el ángulo del mástil y se rebajaron los trastes; el cordal se sustituyó por otro cilíndrico; y se instaló un fonocaptor «Alnico» junto al mástil, en lugar de uno de los «P-90». El color negro, elegido por Les Paul para el acabado, le ha hecho ser conocida popularmente con el sobrenombre de «Black Beauty». Durante ese mismo año, las Gibson Les Paul comenzaron a ser equipadas con el nuevo puente Tune-O-Matic.
Dado que tanto la Goldtop como, especialmente, la Custom, eran dos modelos de muy alto coste, Gibson optó en los años inmediatamente siguientes por introducir una gama más económica de guitarras Les Paul destinada a los principiantes, con un acabado más sencillo y una electrónica menos sofisticada. Así, apareció la Les Paul Junior (1954) con tapa plana y un solo fonocaptor; la Les Paul TV (1954), cuyo nombre y acabado —natural, en color mostaza— fueron señaladas como una alusión explícita a su directa competidora, la Fender Telecaster; y la Les Paul Special (1955), con el aspecto de la Les Paul TV pero equipada con dos fonocaptores.
A partir de 1958, todos estos modelos sufrirían un cambio destacado en su apariencia, como era el añadido de un segundo «cutaway», por encima del mástil, para favorecer el acceso a los trastes más altos; continuarían fabricándose hasta 1960, cuando finalmente el nuevo diseño daría lugar a un cambio de nombre en el modelo, abandonándose temporalmente la denominación «Les Paul».

### Les Paul Standard

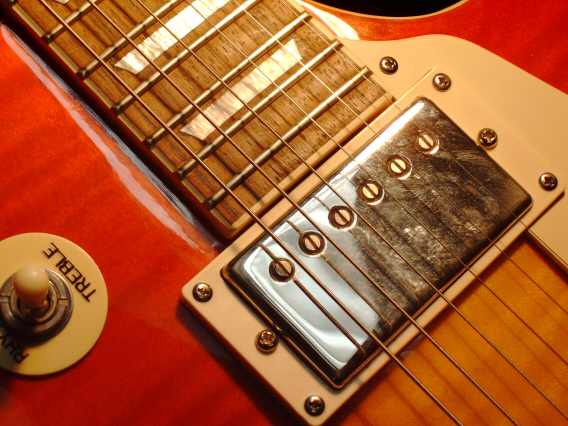
Detalle de una Gibson Les Paul Standard Sunburst, con fonocaptor de bobinado doble o humbucker.

En 1958 apareció la Les Paul Standard. Con ella se introdujo una modificación fundamental en el modelo, al incorporar los primeros fonocaptores de bobinado doble o «humbuckers», que reducen las interferencias y el ruido frecuentes en los fonocaptores «single coil». El ingeniero Seth Lover desarrolló el invento para Gibson en 1955, pero la patente no fue concedida hasta 1959, de modo que las primeras unidades se comercializaron con la inscripción «Patent Applied For», cuyas siglas (P.A.F.) han dado nombre a los fonocaptores del período 1958 a 1959, y por extensión a las guitarras Les Paul Standard que los incorporan —posteriormente, estos seguirían siendo fabricados por la propia Gibson bajo el nombre Burstbucker o suministrados por otras empresas especializadas—.
Además, el grosor del mástil fue rebajado, y se adoptó el color «Cherry Sunburst» para el acabado del cuerpo; de ahí que se utilizara con frecuencia el nombre de Les Paul Standard Cherry o Les Paul Standard Cherry Sunburst para designar a esta guitarra, considerada como uno de los modelos más perfectos entre las guitarras eléctricas de cuerpo macizo jamás fabricados.
Como ocurre con todas las variantes de la Les Paul introducidas hasta entonces, la Les Paul Standard dejó de producirse en 1960 en favor de la nueva Gibson SG, de modo que el número de unidades producido en su primera etapa es muy reducido en comparación con las fabricadas a partir de 1968, y se han convertido, al margen de su calidad sonora, en piezas de coleccionista con carácter de inversión más que instrumentos musicales.

### Abandono temporal de la producción: 1960-1968

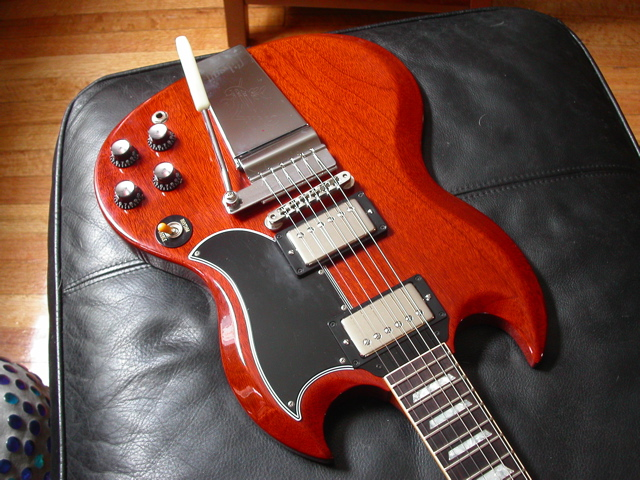
Gibson SG con palanca de trémolo Vibrola y el característico doble «cutaway». Entre 1961 y 1963, y hasta que se agotaron las primeras existencias, el modelo siguió incluyendo el nombre de Les Paul en el clavijero, denominándose «Les Paul/SG».

Las ventas de la Les Paul comenzaron a caer en 1960 debido a la competencia de marcas como Fender, en especial con su modelo Stratocaster, con un doble «cutaway» que permitía alcanzar los trastes más altos sin dificultad, disponía de una eficiente palanca de trémolo, era mucho más ligera y además, mucho más barata. En respuesta, en 1961 Gibson modificó el modelo de la Les Paul reduciendo el grosor del cuerpo y añadiendo el «cutaway» superior, por encima del mástil. Además incorporó una palanca de trémolo Vibrola sobre el puente Tune-O-Matic. Estas modificaciones se hicieron sin el conocimiento de Les Paul, que cuando advirtió estos cambios, se negó a que el modelo llevara su nombre; oficialmente, por el problema de los derechos de autor en pleno proceso de su divorcio de Mary Ford, pero era evidente que no le gustó nada el nuevo diseño. De modo que Gibson tuvo que retirar en 1963 la marca Les Paul del clavijero y sustituirla por la denominación simple SG, abreviatura de Solid Guitar o guitarra de cuerpo macizo. Éste sería el nuevo estándar de las guitarras eléctricas Gibson, hasta la reintroducción en el mercado de las Les Paul Standard, Les Paul Custom y otros modelos a partir de 1968, aunque la Gibson SG no dejó de fabricarse y continúa haciéndose en la actualidad.
Existen numerosas series y variantes de la Les Paul. El modelo Studio, el Standard y el Custom son los más producidos. Existen también líneas "signature", auspiciadas por guitarristas populares. Por ejemplo Les Paul Boneyard Joe Perry Signature. El propio Les Paul en sus últimos años utilizaba una versión llamada Les Paul Recording, en la cual se incorporaban nuevas tecnologías junto con unas pastillas de bobina simple. 

## Diseño y sonido

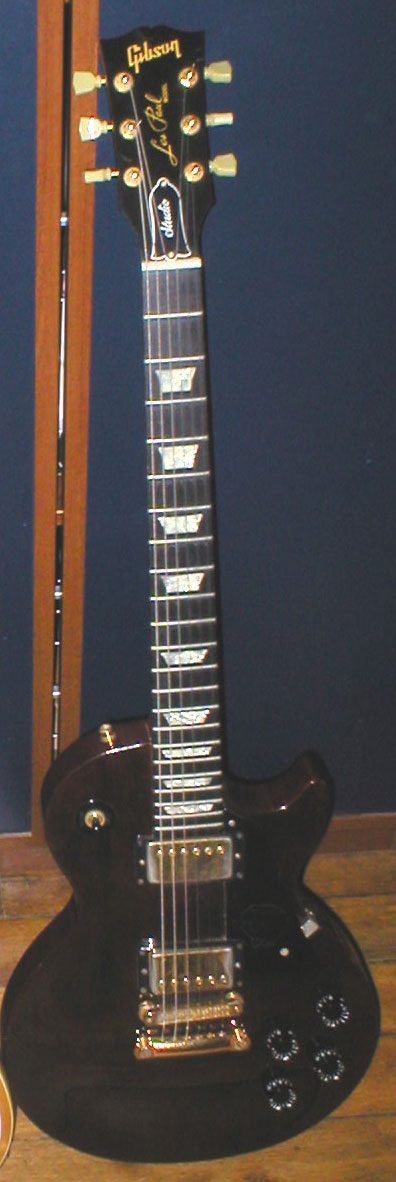

El liviano cuerpo de la Les Paul está formado en la mayoría de los modelos por una base de dos piezas de caoba, que le dan un timbre cálido y denso, y una tapa de arce tallada, que aporta mayor definición al sonido. Otra particularidad es el mástil, que parece encolado en vez de ser atornillado como los modelos Fender. Éste es también de caoba, y puesto que se trata de una madera porosa y relativamente blanda, presenta un perfil cercano al de una guitarra española, mucho más grueso y cuadrado que el de una Stratocaster, por ejemplo. Esto también hace que el mástil sea el punto débil de la guitarra: es muy difícil sustituir un mástil encolado, y la caoba puede romperse con más facilidad que el arce empleado en otros mástiles.
El sonido de la Gibson Les Paul es lleno y con predominio de las frecuencias medio-graves. Esto, junto a la mayor duración de la nota (sustain) que proporciona el conjunto de sus elementos (bending, debido a que su mástil es más corto que el de otras guitarras) la han hecho muy popular entre los guitarristas del rock clásico, y es una de las guitarras más vendidas desde la invención de la guitarra eléctrica. Los acordes suenan bien empastados, y las líneas melódicas presentan un carácter oscuro y cálido que señala la filiación original del modelo a un famoso músico de jazz.
Una desventaja es que los trastes más agudos son difíciles de alcanzar, en comparación con otras guitarras que tiene un recorte. Esto se debe a la anchura del cuerpo. Y otra diferencia es el puente fijo, es lo que le da más "sustain" pero reduce la posibilidad de crear sonidos y efectos diferentes, a diferencia de una guitarra con un puente Floyd Rose. Aunque estas dos características han sido contrarrestadas con la Les Paul Axcess, que tiene un rebaje al final del mástil para llegar a los últimos trastes.

## Bajo Les Paul
El bajo Gibson Les Paul comenzó a fabricarse en 1969, poco después del relanzamiento en 1968 de una nueva línea de guitarras Les Paul. Originalmente se trataba de un bajo "short scale" similar al EB0 y al EB3, de cuatro cuerdas y con mástil encolado. El primer modelo destacaba por su circuito de baja impedancia, pensado para lograr un mejor sonido en las grabaciones de estudio, esto hizo que fuera denominado como Les Paul Recording Bass. En 1971 apareció la versión con circuito de alta impedancia denominado Les Paul Triumph y más pensado para su uso en actuaciones en directo.
Al igual que las guitarras Les Paul de cuerpo macizo, tenía cuerpo y mástil de caoba. En 1973 se hizo la primera versión del bajo con cuerpo hueco, un bajo "long scale" (34 1/2") con dos cortes sobre el cuerpo. Aunque mantenía el nombre de Les Paul Bass tenía un diseño muy diferente al de los anteriores modelos.
En 1979, Gibson dejó de fabricar este modelo que no volvería a hacerse hasta mediados de los años 90. Volvieron a fabricarse tanto las versiones de cuerpo sólido (liso o arqueado) como las de cuerpo hueco, y se añadió una versión de cinco cuerdas al catálogo. La primera remesa de la década de los 90 montaba pastillas Bartolini y destacaba por no tener selector de pastillas. En 1997 se hizo el último rediseño, con un cuerpo de menor peso, tapa de arce, unas pastillas Humbucker de alta ganancia y un selector de pastillas de tres posiciones.
En 2006, dejó de fabricarse y Gibson redujo su catálogo de bajos a las diversas versiones del Thunderbird.
En 2013, Gibson ha vuelto a lanzar una reedición de los bajos Les Paul Standard expuestos a la venta en 1997, a destacar entre los colores; Ebony, Trans Red, Heritage Cherryburst y Gold.